# Cabernet sauvignon
Le cabernet sauvignon  est un cépage noir de cuve d'origine française. Cépage mondialement connu, il est devenu l'un des cépages les plus répandus dans le monde. Il pousse dans la plupart des pays viticoles dans un éventail de climats allant du Canada au Liban. Il doit sa reconnaissance internationale aux grands crus du vignoble de Bordeaux où il est souvent assemblé avec du merlot et du cabernet franc.
Ce cépage s'est propagé de la France à l'Europe puis dans tous les nouvelles régions viticoles telles que la Californie, l'Australie ou le Chili. Durant le XXe siècle, ce fut le cépage le plus planté au monde jusqu'à ce qu'il soit surpassé par le merlot en 1990.
Malgré la mondialisation de sa culture, ce cépage est une variété relativement récente. C'est le produit du métissage du cabernet franc et du sauvignon blanc réalisé par hasard au XVIIe siècle dans le sud-ouest de la France. Il doit sa popularité à sa facilité de culture (les raisins ont des peaux épaisses et les vignes résistent bien au gel et à la pourriture) mais aussi à un parfum spécifique qui lui donne sa typicité. Sa facilité de prononciation en a fait un produit familier et digne de confiance pour les consommateurs, même quand il provient de régions peu appropriées à la viticulture.
En 2010, le Wine Economics Research Centre de l'Université d'Adélaïde a recensé 290 091 hectares de cabernet sauvignon dans le monde, ce qui le classe au 1er rang mondial avec 6,30 % de la production mondiale viticole.
Son expansion mondiale a cependant contribué à sa critique en tant que cépage colonisateur car il couvre des régions entières aux dépens des cépages locaux.

## Histoire

### Origine
Les origines du cabernet sauvignon furent longtemps une énigme et donnèrent lieu à de nombreux mythes et interprétations. On dit que le terme de « sauvignon » viendrait du mot sauvage ; le cépage serait une espèce sauvage de vitis vinifera native de France. Pendant longtemps, on a cru que le cépage avait ses origines dans l'Antiquité. On a même dit qu'il était le cépage biturica cultivé par les Romains et dont parle Pline l'Ancien,.
D'après Germain Lafforgue, c'est Montesquieu, dans son Mémoire sur la culture de la vigne (1783), qui a donné comme origine à vidure/bidure vigne dure. C'est Auguste Petit-Laffitte, qui, dans son ouvrage La vigne dans le Bordelais (1868), a fait dériver ces deux noms de biturica.

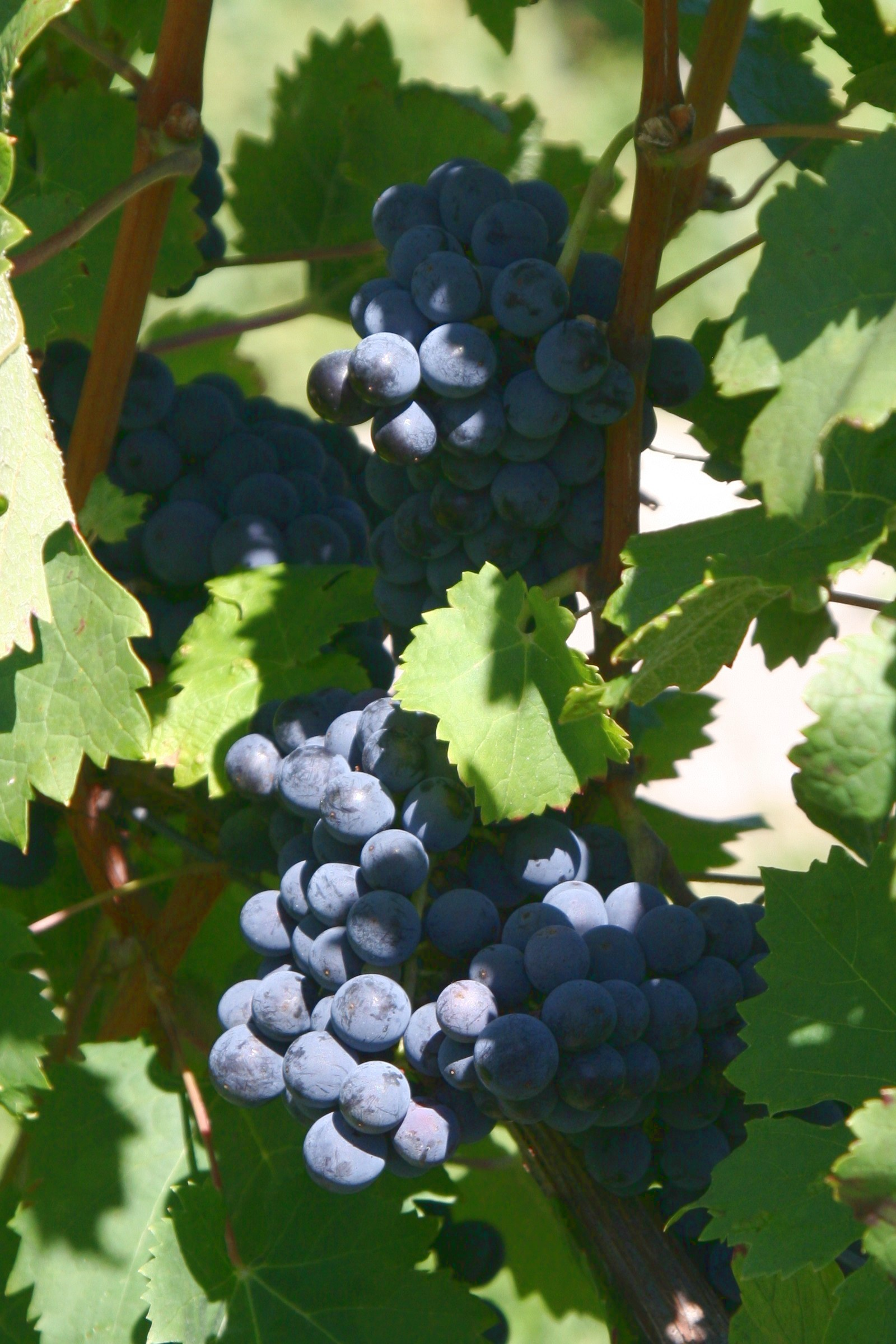
Cabernet franc

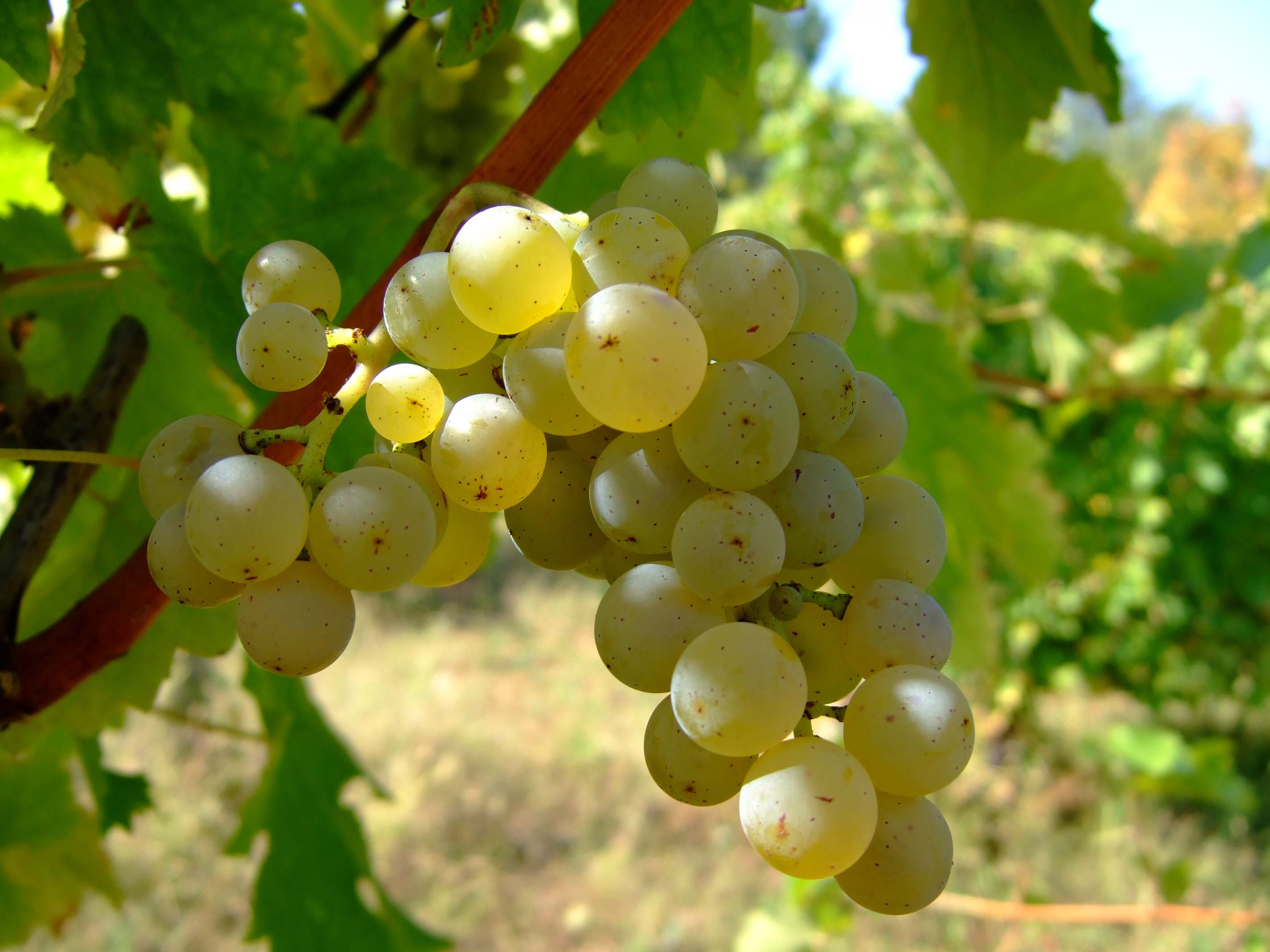
Sauvignon blanc

En revanche, le cabernet sauvignon fut parfaitement identifié par l'abbé Bellet en tant que « petite vidure », dans les Graves en 1736, puis par l'intendant Dupré de Saint-Maur, à Pauillac en 1783, comme « petit cabernet sauvignon ».

C'est la première date connue de l'emploi du mot cabernet sauvignon à la place de petite vidure. Les archives indiquent que le cépage était une plantation populaire des vignobles de Bordeaux au XVIIIe siècle, en particulier dans le Médoc. Les premiers vignobles à avoir activement produit ce type de cépage furent le château Mouton Rothschild et le château d'Armailhac à Pauillac.
La véritable origine du cépage fut découverte à la fin des années 1990 grâce à des analyses ADN menées par Carole Meredith et son équipe de l'Université de Davis en Californie. Elles prouvèrent que le cabernet sauvignon était le croisement d'un cabernet franc N et d'un sauvignon B. Ce croisement aurait été fait par hasard au XVIIe siècle,. On suspectait cette origine non seulement par son nom mais aussi par le fait que les arômes typiques de ces deux cépages s'y retrouvent : l'arôme de cassis et de poivron vert du cabernet franc et le côté végétal du sauvignon blanc.

### Variabilité génétique

#### Clones français
La variabilité génétique du cabernet sauvignon n'est pas aussi large que celle de cépages plus vieux comme le cabernet franc N ou le pinot noir N. Dans la population du Médoc et des Graves, la prospection a tout de même permis de créer une collection de 251 clones gérée par l'ENTAV de Bordeaux et la chambre d'agriculture de Gironde au domaine viticole du Grand Parc à Latresne. À partir de cette collection, les clones ont été testés et les plus intéressants ont donné lieu à un agrément. En 1994, 19 clones figuraient sur le catalogue des variétés et clones de vigne cultivés en France.
| Clones | Origine du clone    | Fertilité             | Poids des grappes  | Richesse en sucre     | Aptitudes œnologiques                             | Potentiel |
| ------ | ------------------- | --------------------- | ------------------ | --------------------- | ------------------------------------------------- | --------- |
| 15     | Gironde             | Supérieure            | Moyen              | Moyenne               | Équilibré, structuré si rendement maîrisé         | C         |
| 169    | Gironde             | Inférieure            | Moyen              | Moyenne ou supérieure | Équilibrés, tannins ronds                         | A         |
| 170    | Val de Loire        | Moyenne               | Moyen ou inférieur | Moyenne               | Vins bien dans le type du cépage                  | B         |
| 191    | Gironde             | Moyenne               | Moyen              | Supérieure            | Vins structurés, aptes au vieillissement          | A         |
| 216    | Val de Loire        | Moyenne à supérieure  | Moyen              | Moyenne               |                                                   | C         |
| 217    | Val de Loire        | Moyenne ou supérieure | Moyen              | Moyenne ou inférieure |                                                   | C         |
| 218    | Gironde             | Moyenne ou supérieure | Moyen              | Moyenne               |                                                   | C         |
| 219    | Val de Loire        | Moyenne ou supérieure | Moyen              | Moyenne ou inférieure |                                                   | C         |
| 337    | Gironde             | Moyenne               | Moyen              | Supérieure            | Vins structuré, équilibré, apte au vieillissement | A         |
| 338    | Gironde             | Moyenne               | Moyen ou supérieur | Moyenne               | Vins dans le type du cépage                       | B         |
| 339    | Gironde             | Supérieure            | Supérieur          | Moyenne               | Vin léger si le rendement est élevé               | C         |
| 341    | Gironde             | Moyenne               | Moyen              | Moyenne               | Vin dans le type du cépage                        | B         |
| 685    | Pyrénées-Atlantique | Moyenne ou inférieure | Moyen              | Supérieure            |                                                   | B         |

Code de potentiel de production :
- A: Clone peu productif mais suffisant pour atteindre le rendement d'une AOC. Les vins obtenus sont très qualitatifs.
- B: Clone de production moyenne à élevée. Les vins obtenus sont dans le type du cépage, la qualité dépendant des conditions de production.
- C: Clone très productif. Si les conditions de production ne sont pas fortement limitantes, les vins risquent d'être neutres, manquant de structure et de typicité aux tanins durs et herbacés.

#### Mutations
En 1977, un cep de cabernet sauvignon N qui produisait des raisins « gris » fut trouvée dans le vignoble de Clegett wines en Australie. Les producteurs propagèrent cette mutation, l'enregistrèrent sous le nom de malian et vendirent des vins de nuance rouge pâle sous ce nom.
En 1991, une des vignes qui produisait du cabernet sauvignon gris se mit à produire des raisins blancs. Clegett nomma ce cabernet blanc shalistin. Comparé aux autres cabernets, le malian manque d'anthocyane dans les cellules sous-épidermiques mais les retient dans sa peau (c'est ce qui lui donne sa couleur gris-bronze), le shalistin ne contient plus du tout d'anthocyanes (d'où sa couleur blanche). Des scientifiques ont fait des analyses et ont découvert que les gènes VvMYBA1 et VvMYBA2 contrôlent la couleur du raisin. Ils ont donc suggéré qu'un gène responsable de la production des anthocyanes avait été perdu dans le sub-épiderme du malian et même dans l'épiderme dans le cas du shalistin. Il n'est pas rare d'avoir des changements vers le gris et le blanc à partir de raisins noirs. Le pinot blanc, le piquepoul blanc ou le grenache blanc sont aussi des mutations et des évolutions à partir d'un cépage noir.

#### Métissage
Eu égard à ses qualités très intéressantes, il a été utilisé en croisement pour la création de nouveaux cépages.
En France, deux métis ont été obtenus : le marselan N par les chercheurs du domaine de Vassal (croisement cabernet sauvignon N X grenache noir N) et l'ékigaïna par les chercheurs du domaine du Grand Parc. (Croisement tannat N X cabernet sauvignon N)
En Allemagne, trois métis ont été créés à l'institut Staatliches Weinbauinstitut Freiburg à Fribourg-en-Brisgau : le cabernet carbon, le cabernet cubin et le cabernet cortis.

### Synonymie
Le cabernet sauvignon (Médoc, Saint-Émilion et Libournais) est aussi connu sous les noms suivants:
- bidure
- burdeos tinto (Espagne)
- bordeaux ou bordo (Roumanie)
- bouchet
- bouchet sauvignon
- cabernet petit
- carbonet (Bazadais et Petites Graves)
- carmenet
- castet
- kaberne sovinjon
- lafet
- lafite (Bulgarie et Russie)
- marchoupet (Castillon)
- navarre
- petit bouchet
- petit-cabernet (Maroc)
- petite parde
- petite vidure
- sauvignon rouge
- sauvignonne
- vaucluse
- veron
- vidure
- vidure sauvignonne (Léognan)

## Caractéristiques du cépage

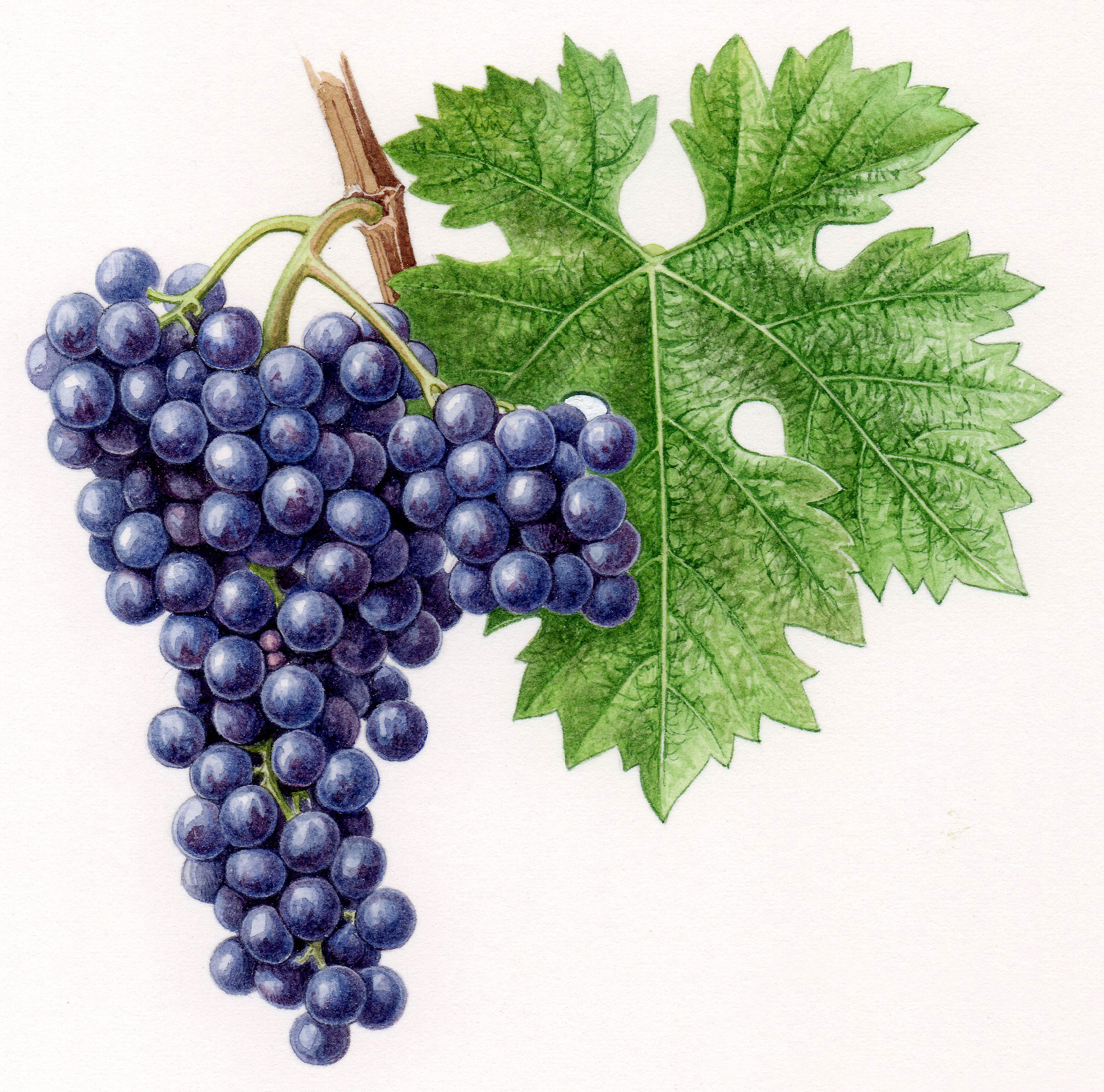
Grappe et feuille de cabernet sauvignon.

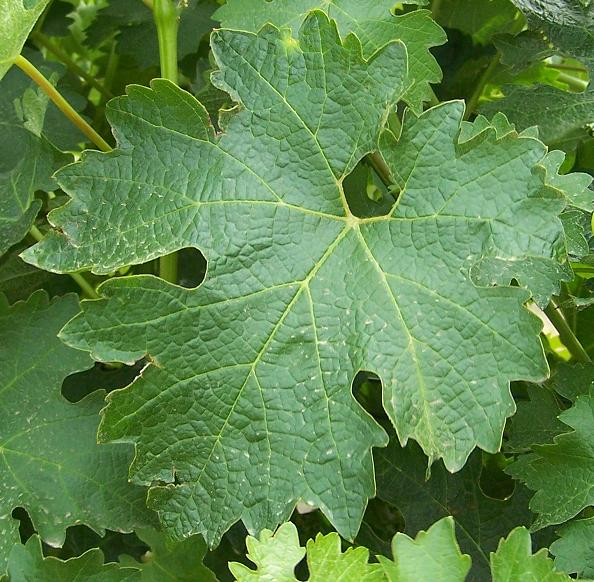
La Feuille de cabernet sauvignon est reconnaissable à ses sinus latéraux à bord chevauchants. On pourrait croire que le limbe a été perforé à l'emporte pièce.

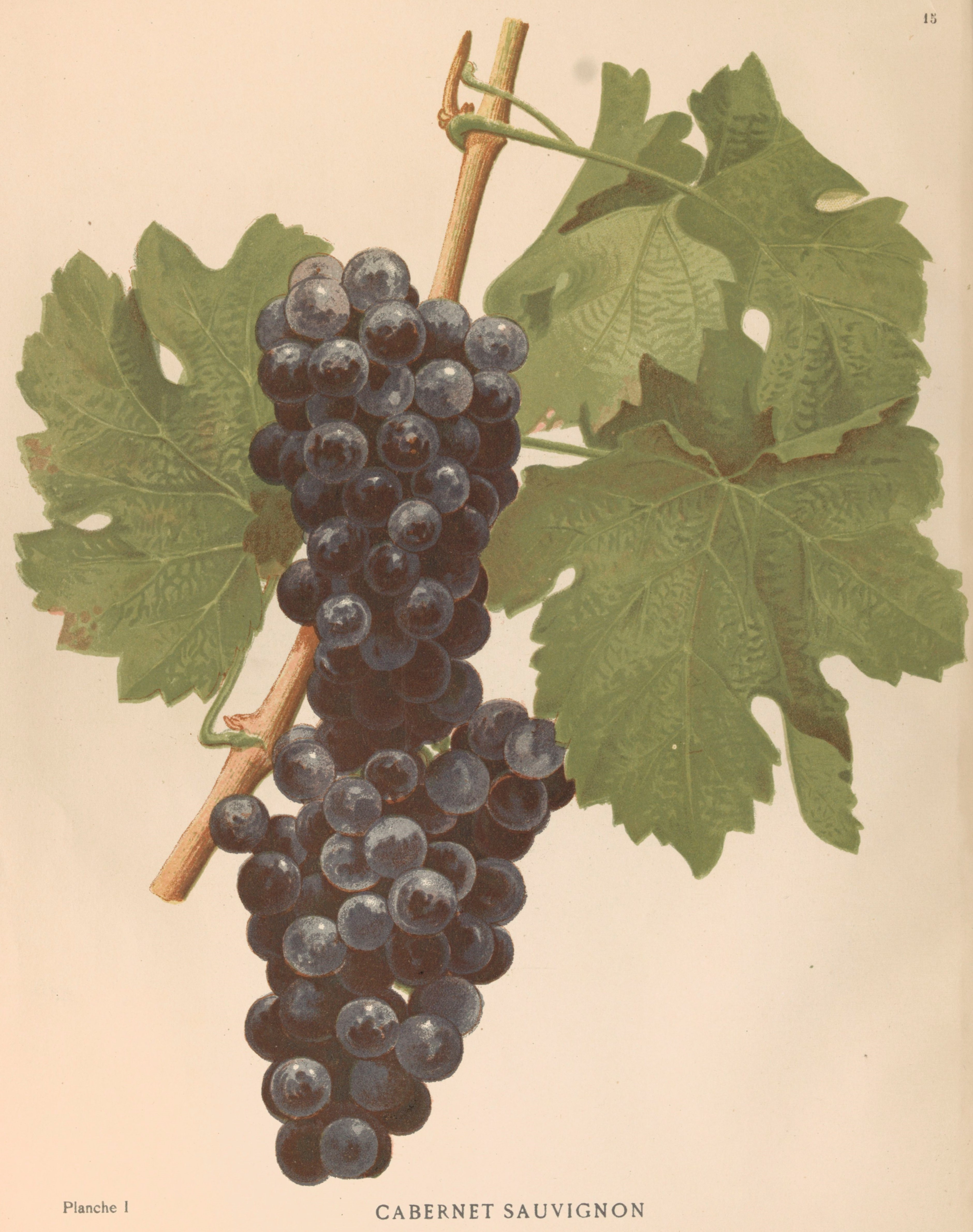
Grappe de cabernet sauvignon.

### Description ampélographique
La souche est droite et assez vigoureuse, le tronc faible mais droit avec un port érigé. L'écorce possède des lanières minces et régulières.
Les sarments sont droits, fermes, très érigés, durs et cassants, de grosseur moyenne ou mince. L'écorce, d'abord marron clair, puis foncée mais tirant sur le rose autour des nœuds, est pointillée et striée.
Les bourgeons ont des nœuds de grosseur moyenne ou gros et bien marqués. Leurs mérithalles sont courts, droits, cylindriques et l'étui médullaire étroit. Les boutons sont forts et pointus, cotonneux à dents rouge sang intense, les vrilles courtes, petites et peu rameuses.
Les jeunes feuilles sont de couleur rougeâtres bronzées.
Les feuilles sont rosées à leur épanouissement, fortement duvetées, minces, généralement plates, parfois en gouttière, aussi larges que longues, orbiculaires. Leur sinus pétiolaire profond en U est largement ouvert et très arrondi. Les sinus latéraux sont profonds, formant cinq lobes larges, débordant les uns sur les autres, terminés par une pointe aiguë, leurs dents larges et obtuses se présentent par groupes de deux ou trois inégales. Les feuilles ont un aspect glabre avec la face supérieure vert foncé et la face inférieure plus claire avec, en dessous, des nervures saillantes. Le pétiole cylindrique est très renflé à la base, mince, rouge et faisant un angle droit avec le limbe.
Les raisins se présentent en grappes de grosseur moyenne, ramassées, plus longues que larges, cylindres coniques généralement peu ailés. Leurs pédoncules sont longs, brun-rougeâtres, les pédicelles très courts et ramifiés avec une couleur plus claire. Les grains sont ronds, moyens ou petits et assez serrés, leur peau est dure, épaisse, bien pruinée bleu noirâtre à reflets blanchâtres. Ils résistent bien à la pourriture. Leur chair, ferme et croquante, produit un jus épais et visqueux, à la saveur douce, agréable avec un parfum caractéristique bien apparent.

### L'arôme de «poivron vert»
Quelques arômes du cabernet sauvignon sont intimement liés à la viticulture et au climat. L'arôme le plus largement reconnu est l'arôme dit de « poivron vert » ou herbacé causé par les pyrazines qui prédominent dans les raisins qui ne sont pas mûrs. Les composés de pyrazine sont présents dans toutes les grappes de cabernet sauvignon et sont détruits petit à petit par la lumière du soleil quand le raisin mûrit. On peut détecter ce composé en bouche à partir de 2 nanogrammes par litre de vin. Au moment de la véraison, quand les raisins commencent à mûrir, il y a l'équivalent de 30 mg/litre. Dans les climats frais, il est difficile de faire mûrir des raisins sans détecter la pyrazine. L'arôme de poivron vert n'est pas considéré comme un défaut mais il ne plait pas à tous les consommateurs. La région vinicole de Monterey en Californie fut remarquée au XXe siècle pour son cabernet sauvignon très végétal, avec un arôme prononcé de poivron vert, qui lui valut le nom de Monterey veggie (littéralement, légume de Monterey). En plus de son climat frais, Monterey est exposé aux vents parfois très forts qui peuvent avoir pour effet de couper ou fortement réduire la maturation de la vigne.
Deux autres arômes reconnus du cabernet sauvignon sont la menthe et l'eucalyptus . Les arômes de menthe sont générés dans des régions vinicoles qui ont des pics de chaleur permettant d'avoir un faible taux de pyrazine mais qui sont tout de même fraîches sur l'ensemble de l'année. C'est le cas de la région de Coonawarra (en) en Australie et de certains vignobles de l'État de Washington sur la côte nord-ouest des États-Unis. On dit que le sol pourrait également contribuer à ces touches de menthe car cet arôme apparait également dans des vins de la région de Pauillac alors qu'on ne le distingue pas à Margaux qui a un climat similaire. L'arôme résineux de l'eucalyptus a tendance à apparaitre dans les régions des vallées de Napa et de Sonoma en Californie et quelques vignobles en Australie.

## Viticulture

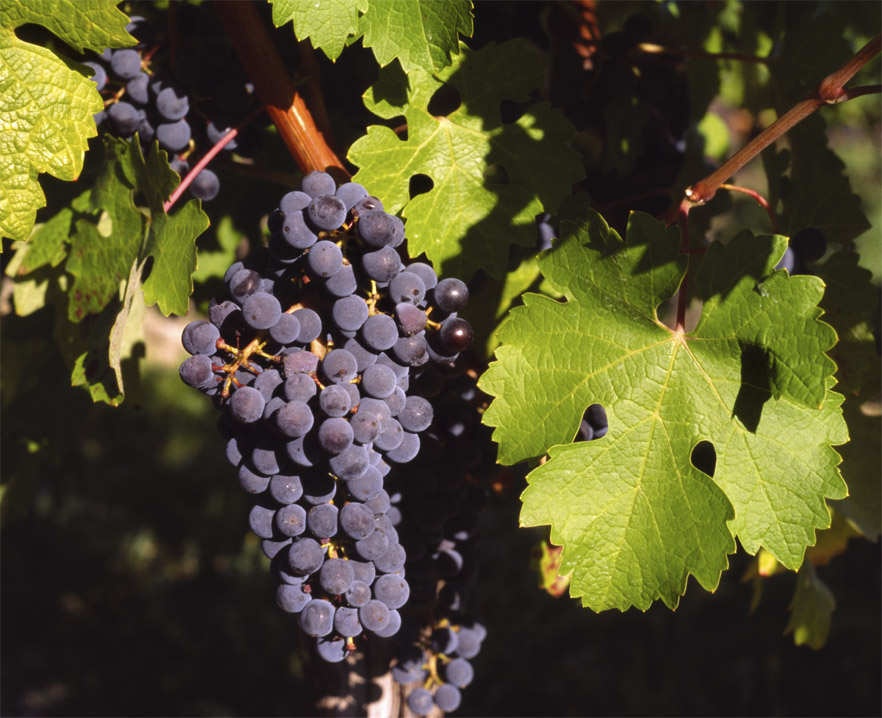
grappe de cabernet sauvignon

### Généralités
Même si le cabernet sauvignon peut pousser dans divers types de climats, sa production, qu'elle soit de type mono-cépage ou assemblage, est très influencée par la chaleur. Ce cépage est l'un des derniers à bourgeonner et à murir (une ou deux semaines après le merlot et le cabernet franc) et le climat de la saison de croissance affecte la date des vendanges. La maturité est de deuxième époque hâtive : 10 jours après le chasselas. Beaucoup de régions vinicoles en Californie accordent à leurs vignes le meilleur ensoleillement; cela leur permet de produire un vin mono-cépage cabernet sauvignon. Dans les régions comme Bordeaux, le cabernet sauvignon est vendangé légèrement avant la pleine maturité, en fonction de la météo, il est ensuite assemblé traditionnellement à d'autres cépages,. Avec le réchauffement climatique, il serait désormais théoriquement possible de produire dans le Bordelais un vin seulement issu du cabernet sauvignon. Dans certaines régions, le climat sera plus important que le sol. Dans les régions qui sont trop fraîches, les raisins peuvent avoir des arômes herbacés et de poivron vert par manque de maturité idéale. Dans les régions où il est trop exposé au soleil, il murit trop et développe des arômes fruités de cassis, voire à l'extrême un goût de fruits cuits. (confituré)
Le cépage cabernet sauvignon pousse dans divers types de sols et pour les vins des nouvelles régions vinicoles, la géologie est considérée moins importante. À Bordeaux, le cabernet sauvignon est mieux adapté aux graves (mélange de sable et de gravillons) de Pessac-Léognan et du vignoble du Médoc, sur la rive gauche de l'estuaire. Les graves offrent l'avantage de drainer le sol en cas de pluie et d'absorber la chaleur puis de la restituer la nuit à la vigne, facilitant ainsi la maturation. Les sols argileux sont souvent plus frais et donnent moins de chaleur à la vigne, retardant ainsi la maturation. Ils sont dévolus au merlot. Dans les régions vinicoles d'Oakville et Rutherford, à Napa Valley, le sol est plus alluvial et poussiéreux, le cabernet sauvignon de Rutherford, propriété développée par André Tchelistcheff, a souvent été jugé comme l'exemple le plus probant des vins de terroir et, lui-même, formé en France à l'école des AOC, disait que la qualité de ses vins provenait de la « poussière de Rutherford ». Dans la région vinicole de Coonawara en Australie-Méridionale, le cabernet sauvignon, planté dans un sol rouge (terra rosa), a produit des résultats particuliers si bien que la région est limitée à la couleur du sol.
En plus des niveaux de maturité, le rendement des vendanges a une forte influence sur la qualité finale et les arômes du vin. Des rendements excessifs donnent des vins moins concentrés et aromatiques, et goût végétal herbacé. Pour réduire l'excès de production, les viticulteurs choisissent le cépage adapté au terroir, plantent des clones qualitatifs sur des porte-greffes adaptés au sol. Ils pratiquent une taille courte et si le millésime entraîne une grosse sortie de raisin, la vendange en vert régule la production au moment de la véraison.

### Sensibilité aux maladies
Cépage à la pellicule des raisins épaisse, il résiste plutôt bien à la pourriture grise, raison de sa bonne adaptation au climat océanique.
En revanche, il craint beaucoup l'oïdium et les maladies du bois. (eutypiose, excoriose) Ce défaut de très bien extérioriser les symptômes de maladies du bois est une des raisons de la baisse relative de ses plantations par rapport au merlot N dans le vignoble bordelais.

## Vinification

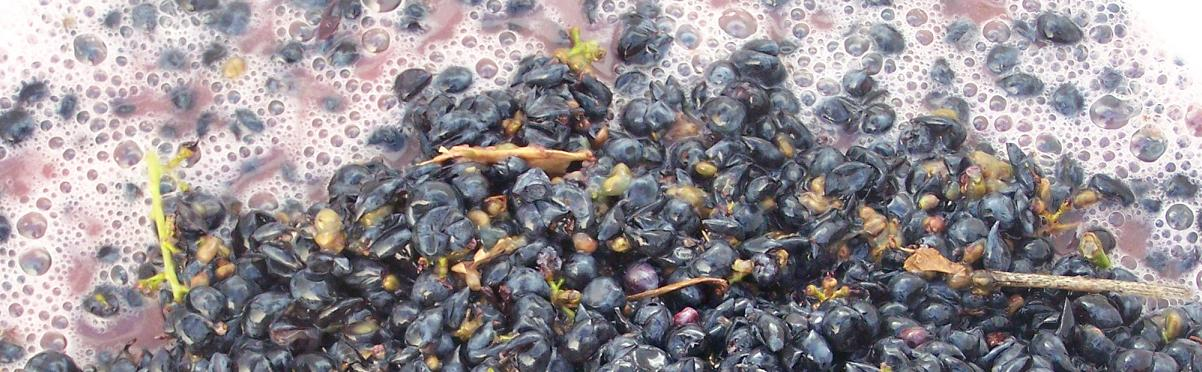
Pendant la période de macération, la couleur, les arômes et les tannins sont extraits des peaux de raisin. L'ajout des raffles et des pépins va augmenter la teneur tannique du vin.

### Vinification oxydative
Le cabernet sauvignon est un cépage qui possède un taux très élevé de polyphénols, parmi lesquels des tannins. Ces derniers ont un effet protecteur du vin contre l'oxydation et nécessitent un apport d'oxygène pour vieillir. (polymérisation des tannins et des anthocyanes grâce à l'oxygène) Pour cette raison, les vinificateurs bordelais travaillent avec beaucoup d'aération du moût en fermentation. (remontages et délestages)
Lors de l'élevage du vin, l'oxydation des tannins doit être plus ménagée mais régulière. La porosité des barriques de chêne jouent ce rôle de micro-oxygénation depuis très longtemps. Au début des années 1990, un vigneron de Madiran, Patrick Ducourneau, a inventé un procédé de micro-oxygénation en cuve, par dosage précis de l'oxygène diffusé en microbulles dans le vin. Ce procédé est appelé microbullage. Ce dernier procédé a conduit à une discussion au sein de la viticulture françaises concernant leur acceptation en AOC.
De cette nécessité est née une synergie entre le cabernet sauvignon N et le chêne de la barrique. Les autres cépages bordelais sont aussi des cépages avides d'oxygène en vinification.

### Assemblage
À Bordeaux, le vin est issu d'assemblage de cabernet franc, cabernet sauvignon et merlot additionné de côt, petit verdot ou carménère. Cet assemblage est l'exemple classique d'assemblage avec le cabernet sauvignon. Il fut même imité pour produire des vins aux États-Unis sous l'appellation Meritage. Le cabernet sauvignon peut aussi être assemblé à d'autres cépages tels que la syrah, le tempranillo, sangiovese… Il a lieu après les fins de fermentation, juste avant le début de l'élevage en cuve ou en barrique. Il permet au vinificateur de jouer sur la proportion de chaque cépage pour donner au vin final la meilleure expression aromatique. Ainsi, le merlot peut gommer une maturité un peu juste du cabernet sauvignon.
Dans les nouvelles régions productrices de cabernet sauvignon, vignoble du Languedoc-Roussillon en vin de pays, vins de cépage en Californie ou en Australie, la recherche de la maturité optimale est plus importante, le vinificateur ne pouvant compter sur aucun assemblage pour pallier un raisin imparfait.

### Macération
Les baies de cabernet sauvignon sont petites avec une peau épaisse. Le ratio entre pépins-pellicule et le moût est élevé. Il permet une concentration importante en anthocyanes, tannins et précurseurs d'arômes. Ces éléments influencent l'arôme et la structure du vin, en particulier si le moût est sujet à de longues périodes de macération (contact avec les peaux de raisins). À Bordeaux, la période de macération varie de une à quatre semaines. Autrefois, la durée élevée de la macération donnait le temps au personnel de prendre des congés (souvent réservés à la chasse à la palombe) après les vendanges. Ces vins très tanniques et aromatiques demanderont des années de vieillissement pour que les tannins soient fondus. Depuis les années 1970-80, la proportion de merlot a progressé, rendant les vins consommables plus rapidement. Les producteurs qui désirent faire un vin plus rapidement ouvert après seulement quelques années, réduisent la période de macération à seulement quelques jours.
Dans les châteaux bordelais où l'assemblage pousse à rechercher la concentration maximale, la macération longue s'accompagne d'un réchauffage de la cuve en fin de fermentation. Autour de 30 °C, la dissolution des tanins est optimale, stabilisant au mieux la couleur.
En Australie, on a cherché à produire des vins cabernet sauvignon plus fruités et moins tanniques. Des essais de macération carbonique ont été pratiqués. Les agents de collage peuvent également adoucir les tanins : la gélatine et les blancs d'œufs par exemple permettent de clarifier et de stabiliser le vin en faisant floculer et précipiter les micro-particules encore en suspension qui seront ensuite éliminées par filtration.

### Affinités avec le chêne

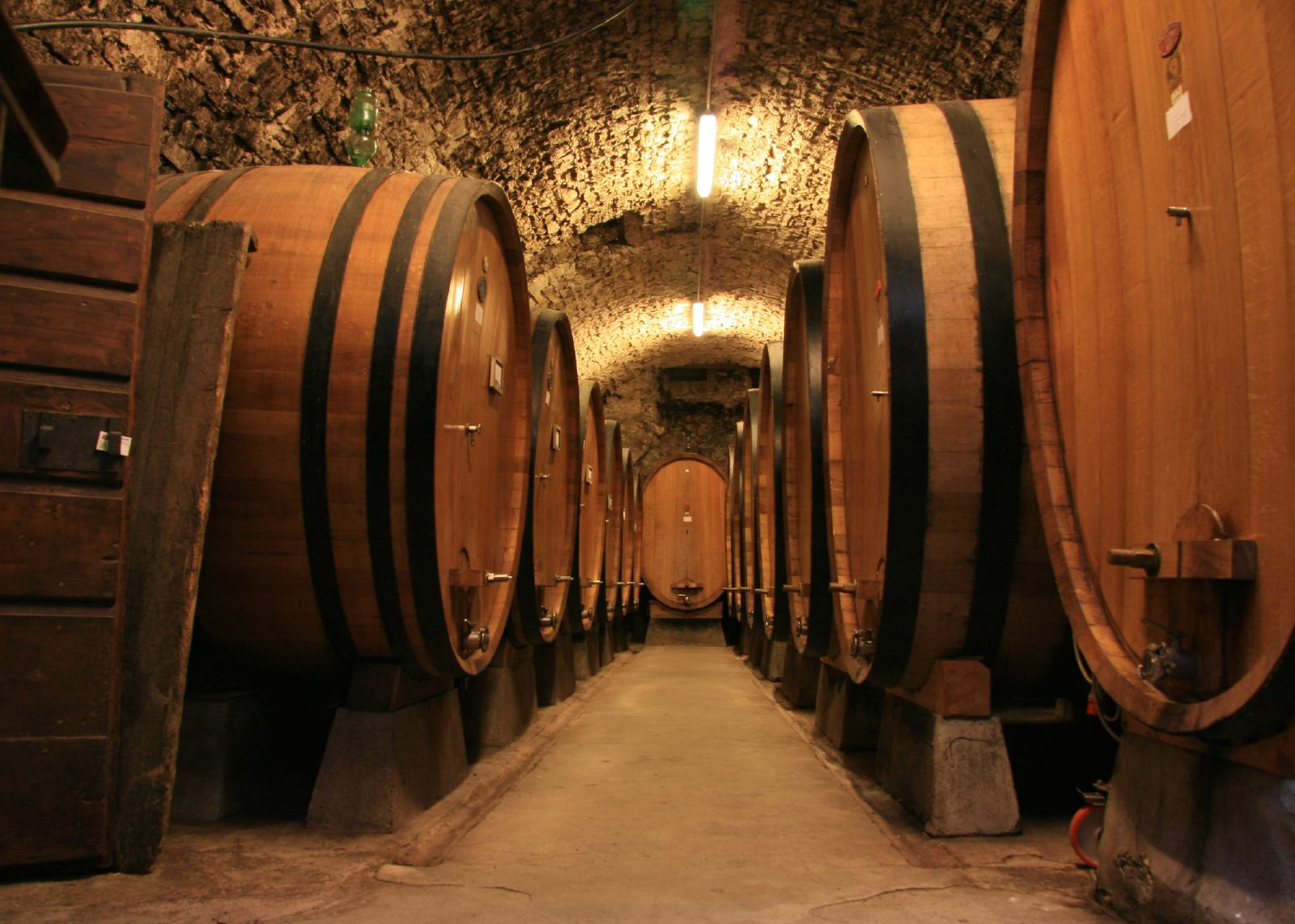
Les grosses barriques, comme celles utilisées en Toscane, limitent le contact entre le vin et le bois. L'influence du chêne est donc moins prononcée.

L'un des traits les plus remarquables du cabernet sauvignon est son affinité avec le chêne, que ce soit durant la fermentation ou l'élevage en barrique. En plus de réduire les tanins naturellement élevés du cépage, le bois ajoute les arômes de vanille, d'épices et de café grillé aux arômes naturels de cassis, de cuir et de tabac. Le succès de l'assemblage de bordeaux à base de cabernet fut tel que la barrique bordelaise (de 225 litres) est devenue la plus répandue au monde.
Les viticulteurs peuvent contrôler l'influence du chêne en utilisant des bois d'origine différentes, une chauffe de la barrique variable ou une taille de contenant adaptée.
D'autres méthodes existent comme le tea bagging (sachet de thé) qui consiste à ajouter des petits morceaux ou des planches de chêne pendant la fermentation ou le vieillissement dans les cuves en acier inoxydable. Ces méthodes, même si elles sont moins coûteuses que l'élevage en barrique, produisent un arôme très prononcé de chêne qui ne s'harmonise pas toujours avec le vin et ses composants. Elles ne génèrent pas non plus l'oxydation typique de l'élevage en fût de chêne. Les tanins du vin et du chêne ne peuvent se polymériser de la même façon qu'en barrique traditionnelle.

## Régions de production

### France
En 2010 , le Wine Economics Research Centre de l'Université d'Adélaïde recensait 56386 hectares de Cabernet sauvignon en France, ce qui représente 19,44 % de la production mondiale. Ce cépage représente 6,66 % de la production viticole française

#### Bordeaux

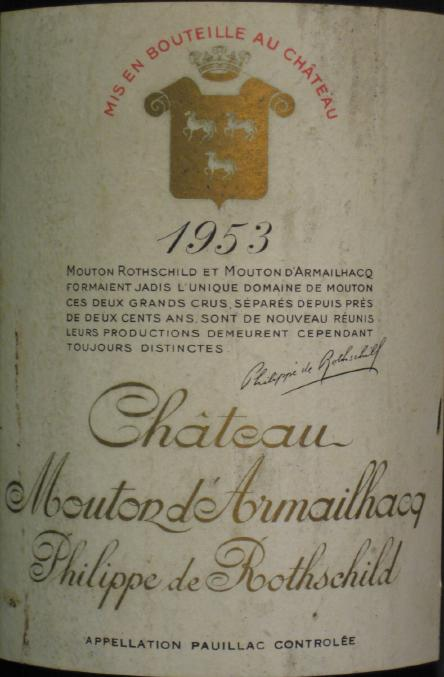
Armand d'Armailhac du Château d'Armailhac (bouteille) et le Baron Hector de Brane du Château Mouton furent des figures importantes de l'implantation du cabernet sauvignon dans le vignoble bordelais.

Le cabernet sauvignon est intimement lié au vignoble de Bordeaux, même si le vin est un assemblage. Autrefois, les producteurs devaient planter des cépages divers pour ne pas prendre le risque de perdre une récolte entier. Puis, on découvrit que les caractéristiques uniques de chaque cépage pouvaient se compléter mutuellement et améliorer la qualité générale du vin.
Le cépage était populaire dans le médoc au XVIIIe siècle. Le cabernet sauvignon fut planté le long de la rive gauche de la Gironde dans le Médoc ainsi que dans la région des graves où il devint le cépage majeur de l'assemblage. Sur la rive droite de la Gironde, dans les régions viticoles de Saint-Émilion et Pomerol, le cabernet sauvignon est le troisième cépage utilisé, loin derrière le merlot et le cabernet franc.
Le pourcentage de cabernet sauvignon utilisé dans l'assemblage dépend du terroir, du style du viticulteur et du millésime. Les Château Mouton Rothschild et Château Latour, premiers grands crus classés de 1855 (erreur : le Château Mouton Rothschild a été classé premier grand cru en 1973, en 1855 il n'était que second), produisent des vins avec un haut pourcentage de cabernet sauvignon (souvent au-dessus de 75 %).
La région de Bordeaux produit 60 % du cabernet sauvignon qui pousse en France.

#### Autres régions vinicoles françaises
En dehors de la Gironde, on trouve le cabernet sauvignon dans le vignoble du sud-ouest. Les AOC du vignoble de Bergerac et de Buzet l'utilisent pour produire des vins rouges et rosés.
Dans le Vignoble du Val-de-Loire, les vins cabernet sauvignon sont plus légers, ont moins de structure et se boivent avant le bordeaux.
Le vignoble du Languedoc-Roussillon a découvert le potentiel qualitatif du cabernet sauvignon avec la restructuration d'un vignoble destiné à la production de vin de cépage. Pour en obtenir le meilleur, ils dépendent de l'irrigation pour compenser le climat sec l'été.
Dans le Vignoble de Provence, le cépage a été introduit au milieu du XIXe siècle quand Jules Guyot le recommanda comme partenaire d'assemblage avec le syrah. Il y est classé en rouge dans les AOC.

### Italie

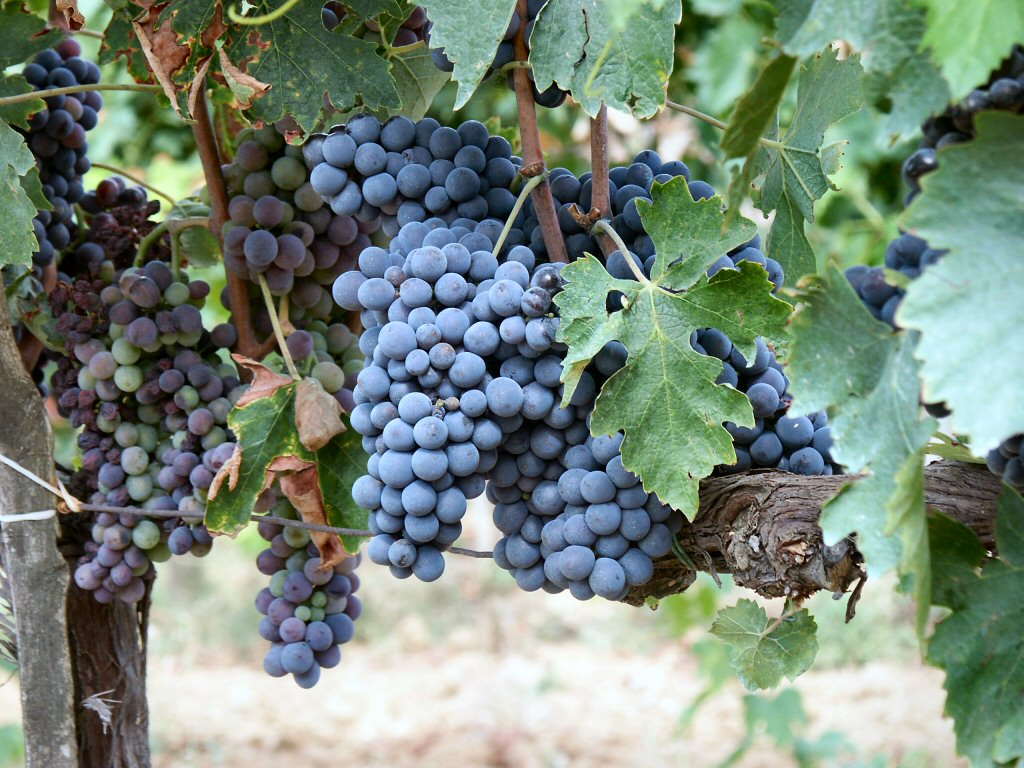
Dans les années 1970,les viticulteurs italiens mélangèrent le cabernet sauvignon et le sangiovese (ci-dessus) afin de créer des vins dits "super toscan"

Le cabernet sauvignon a une longue histoire dans la viticulture italienne. Introduit dans la région du Piémont en 1820., le cépage gagna en notoriété lors d'une controverse dans les années 1970 sur les super toscans, ces vins toscans de qualité qui ne profitaient d'aucune appellation. Aujourd'hui, ce cépage est autorisé dans plusieurs dénominations d'origines contrôlées (DOC) et est utilisé dans beaucoup de Indicazione geografica tipica, l'équivalent de l'appellation vin de pays en France. Le cépage a tout d'abord été vu comme une influence étrangère qui détournait les producteurs des cépages locaux italiens. Après des décennies d'expérimentations, l'appréciation du cabernet sauvignon s'est améliorée : de plus en plus de producteurs ont trouvé des moyens pour compléter leur cépages natif avec du cabernet sauvignon comme partenaire d'assemblage.
Dans la région piémontaise, le cépage était utilisé comme partenaire illégal d'assemblage avec le nebbiolo pour produire du barolo. Il ajoutait sa robe et son bouquet fruité au vin. Le cabernet sauvignon est autorisé comme partenaire d'assemblage dans les DOC de Langhe et de Montferrat où il est mélangé avec du nebbiolo et du barbera. Les vins composés de ces trois cépages sont sujets à des élevages en fût de chêne pour ajouter des épices sucrées qui compensent le niveau de tanins élevé du cabernet sauvignon et du nebbiolo ainsi que l'acidité du barbera. Des vins mono-cépages de cabernet sauvignon sont produits dans la région du Piémont et leur qualité dépend de l'endroit et du terroir. Dans d'autres régions du nord de l'Italie, comme la Lombardie, l'Émilie-Romagne et le Frioul-Vénétie Julienne, le cépage est souvent mélangé avec du merlot pour produire des vins type bordeaux. Dans la région de Vénétie, le cabernet sauvignon est parfois mélangé aux cépages principaux du vin valpolicella : Corvina veronese, molinaro et rondinella. Dans le Sud de l'Italie, le cépage est principalement utilisé comme composant d'assemblage avec des variétés locales telles que le carignan en Sardaigne, le Nero d'Avola en Sicile, l'Aglianico en Campanie ou le Gaglioppo en Calabre.
Le cabernet sauvignon a eu une histoire controversée en Toscane, particulièrement pour son rôle joué dans l'arrivée des super toscans au milieu des années 1970. Les super toscans doivent leur existence aux pratiques de DOC restrictives dans la zone de production du chianti avant les années 1990. À l'époque, le chianti pouvait être composé de 70 % de sangiovese au maximum et devait contenir au moins 10 % de l'un des cépages blancs locaux. Beaucoup de producteurs toscans pensèrent qu'ils pouvaient produire un vin de meilleure qualité s'il n'étaient pas gênés par les régulations DOC : ils voulaient avoir le droit d'utiliser du cabernet sauvignon dans l'assemblage à la place des cépages blancs. Le vignoble d'Antinori fut l'un des premiers à créer un vin de type chianti qui ignorait les régulations DOC en sortant en 1978, un assemblage sangiovese, cabernet sauvignon et cabernet franc de 1971, connu sous le nom de tignanello. D'autres producteurs suivirent son exemple et les super toscans remportèrent des prix constamment devant les chiantis les plus réputés. D'autres régions vinicoles de Toscane firent même des vins mono-cépages cabernet sauvignon. Le système des DOC s'est ressaisi et décida d'autoriser plus de régions à utiliser le cépage dans leur appellations DOC. Le cabernet sauvignon en Toscane se caractérise par ses arômes de cerise et de cassis qui donnent un goût sucré au vin. Les vins atteignent un degré d'alcool d'environ 14 % mais conservent des niveaux d'acidité notables et la plupart des producteurs essaient de trouver un équilibre et un style particulier en l'assemblant avec le sangiovese.
En 2010, L'Université d'Adélaïde recensait 13724 Hectares de cabernet sauvignon, soit 4,73 % de la production viticole italienne et 2,19 % de la production mondiale de ce cépage.

### Autres pays producteurs européens

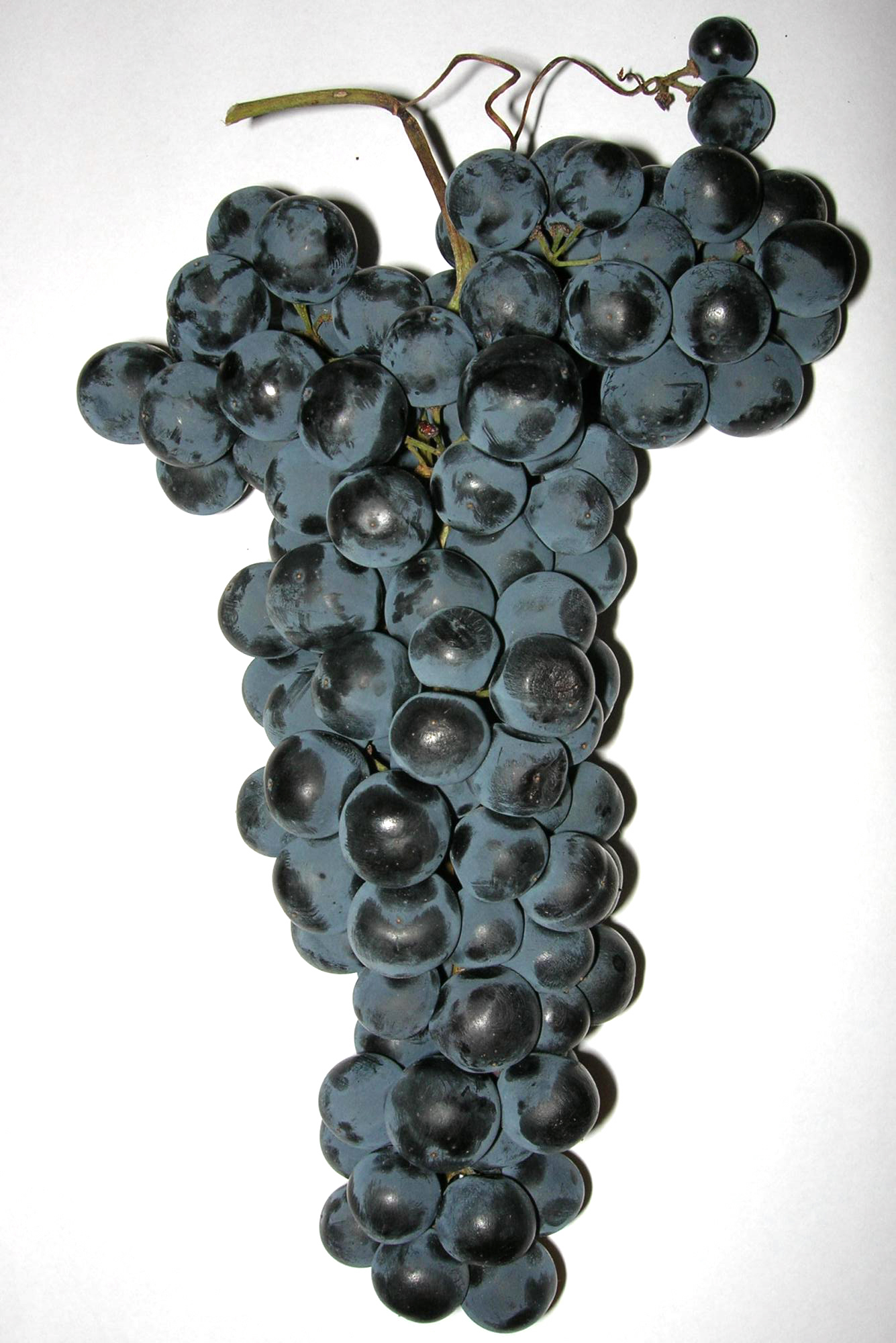
En Espagne, le cabernet sauvignon est souvent mélangé avec du Tempranillo.(ci-dessus)

Le cabernet sauvignon fut introduit en Espagne dans la région de Rioja où le Marqués de Riscal planta des boutures provenant de Bordeaux. En 2004, c'est le sixième cépage rouge le plus planté en Espagne, aujourd'hui, on en trouve en quantité variable dans toutes les régions vinicoles espagnoles même s'il n'est pas autorisé dans toutes les appellations Denominación de Origen, ou DO (équivalent de l'Appellation d'origine contrôlée française). Dans ces régions, les vins composés de cabernet sauvignon sont relégués à des désignations moins distinguées tels que Vino de la Tierra ou Vino de Mesa (Vin de table). Le cépage est très important dans la région vinicole de Penedès en Catalogne, où son utilisation fut relancée par les domaines de Bodegas Torres et Jean León. Là, le cépage était souvent mélangé à du tempranillo. C'est aussi un cépage important dans l'assemblage du Ribera del Duero. Les producteurs de Navarra dans la région de Navarre ont trouvé la reconnaissance internationale grâce à leurs vins mono-cépages. En 2010, l'Université d'Adélaïde recensait 23237 Hectares de Cabernet sauvignon soit 8,01 % de la production mondiale et 2,26 % de la production viticole espagnole.
Il fut introduit en Grèce par Evángelos Avéroff en 1959 quand il créa Katogi, dans la région de Metsovo. Son vin fut le premier vin grec à avoir une excellente réputation.En 2010, l'Université d'Adélaïde recensait 1550 hectares de Cabernet sauvignon soit 0,53 % de la production mondiale et 2,85 % de la production viticole grecque.
Au Royaume-Uni, des viticulteurs ont essayé de planter ce cépage sous des tunnels plastiques qui créent un effet de serre et protègent les vignes du climat local. La plantation de ce cépage est également autorisée en Allemagne mais les viticulteurs utilisent principalement le riesling. Beaucoup de producteurs ont tendance à déraciner les vignes de riesling pour planter du cabernet sauvignon. Dans les années 1980, le cabernet sauvignon Bulgare eut un grand succès du fait de sa qualité et de son prix peu cher et établit la renommée internationale de la viticulture de ce pays. Le cépage a une fonction similaire dans d'autres pays d'Europe de l'Est telles que la République tchèque, la Géorgie, la Hongrie,la Moldavie, la Roumanie, la Russie, la Slovénie et l'Ukraine. Le cabernet sauvignon est également utilisé dans les régions vinicoles méditerranéennes telles que Chypre, Israël et le Liban. En Russie, un cépage hybride, nommé cabernet severny a commencé à supplanter les plantations de cabernet sauvignon, il serait plus apte à s'adapter au climat russe[réf. nécessaire].

### La Californie
Après avoir cherché à copier les vins du Bordelais, les producteurs et négociants de cabernet sauvignon cherchent depuis les années 1960 à développer leur propre style et leurs propres caractéristiques, reconnus dans le marché à la fois intérieur et international. Les anthropologues et sociologues, spécialistes de la culture matérielle et de l'alimentation, parlent d'appropriation d'un objet vivant par une autre culture qui l'importe dans ses différents écosystèmes afin de l'essayer, le tester, l'adapter aux goûts et aux styles locaux.
Le nombre de plantations et la production des cépages en Californie sont similaires en quantité au vignoble de Bordeaux. Le jugement de Paris de 1976 a contribué à catapulter les cabernet sauvignons californiens sur la scène internationale. Dans les années 1980, une épidémie de phylloxera a ravagé la Californie dévastant beaucoup de vignobles qui durent être replantés, on a pensé remplacer les cépages détruits par d'autres variétés (tels que ceux qui émergeaient du mouvement des Rhone Rangers) mais les plantations de cabernet sauvignon doublèrent entre 1988 et 1998. Beaucoup de régions vinicoles comme Napa Valley ou Sonoma Valley plantèrent principalement du cabernet sauvignon. Les cabernets de Sonoma valley révèlent des notes d'anis et d'olive noire alors qu'à Napa Valley, ils sont caractérisés par un fort goût fruité (cassis).
En Californie, la principale différence de style de cabernet sauvignon s'opère entre les vignobles de montagnes ou de collines et ceux situés en terrains plats tels que la vallée centrale. À Napa, les vignobles de montagne ont des sols plus fins, moins fertiles, et produisent des baies plus petites mais dont l'arôme est plus intense. Comme les vins de Bordeaux, ils demandent des années de vieillissement pour arriver à maturité. Les récoltes sont beaucoup moins élevées (2 tonnes par acres) qu'à d'autres endroits de la vallée, où elles vont de 4 à 8 tonnes par acres. Les vins produits dans les vignobles montagneux sont caractérisés par une robe similaire à de l'encre et par des forts arômes de fruits des bois. En Californie, beaucoup de régions vinicoles ont le potentiel pour faire pousser le cabernet sauvignon jusqu'à pleine maturité et produisent des vins fruités, charpentés, aux taux d'alcools élevés (souvent au-dessus de 14 %).

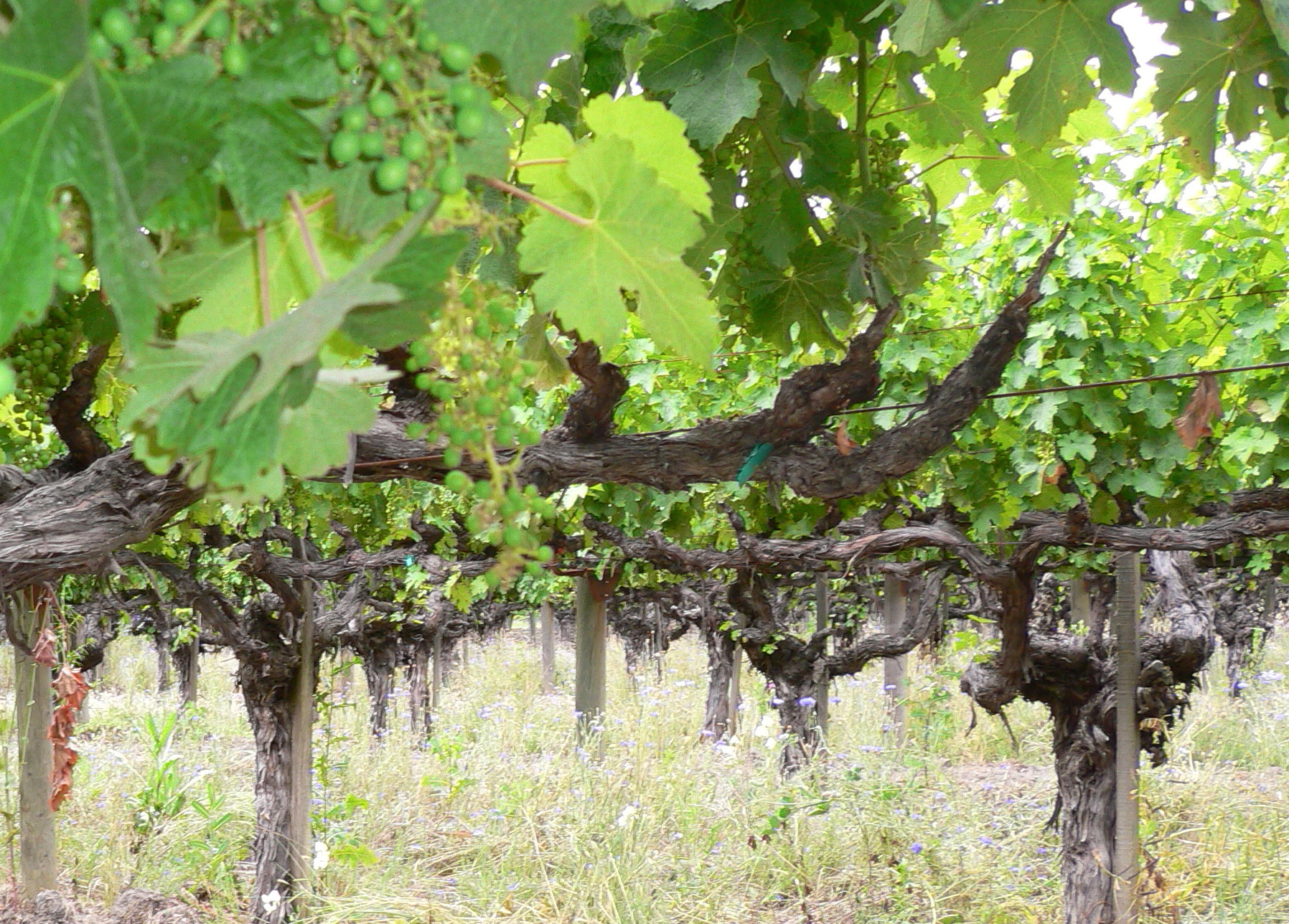
Vieille vigne de cabernet sauvignon au Château Montelena à Napa Valley. Quand les raisins murissent, ils ont une teinte allant du bleu au violet.

Tout comme à Bordeaux, le chêne est utilisé depuis longtemps pour le vieillissement du cabernet californien. De nombreux producteurs préfèrent utiliser des nouvelles barriques, lourdement chargés en bois américain. Dans les années 1980, ils essayèrent de produire des vins qui s'alliaient bien avec la nourriture (food friendly), sans l'influence du chêne mais ce ne fut pas un réel succès et les producteurs eurent tendance à limiter les barriques en chêne américain pour se tourner vers les barriques françaises. Ceux qui ont décidé de conserver le chêne américain alternent des vieilles et des nouvelles barriques.

### Autres régions vinicoles nord-américaines
Le cabernet sauvignon est le second cépage le plus planté dans l'État de Washington. On le trouve en général dans les sites les plus chauds du plateau de la Columbia. Les producteurs sont intéressés par ses plants car ils sont plus résistants au gel hivernal typique de l'Est de l'État. Ces cabernets sont fruités et peu chargés en tanins. Quelques régions viticoles de cet État ont été reconnues grâce à leur encépagement telles que Red Mountain, Walla Walla Valley et quelques vignobles de Yakima Valley.
Des lopins de cabernet sauvignon ont été plantés dans le sud de l'Oregon (dans les vallées Umpqua et Rogue), mais également dans les régions vinicoles d'Arizona, de l'État de New York, du Texas et de Virginie. Aux États-Unis, le cabernet sauvignon est utilisé pour les assemblages comme pour les vins mono-cépages. Dans le système américain, un vin cabernet sauvignon peut contenir jusque 25 % d'autres cépages.

### Amérique du Sud
On utilise le cabernet sauvignon dans presque tous les pays sud-américains, notamment le Chili, l'Argentine, le Pérou, le Brésil et l'Uruguay. Au Chili, les vins étaient limités du fait de leur production excessive, alors commune dans le pays. Quand les producteurs se concentrèrent sur des récoltes limitées, les différences régionales commencèrent à apparaître entre les cabernets chiliens. Pour des vignobles sur terrain plat, le climat de la région est un facteur important alors que dans les vignobles en pente et en montagne, c'est le type de sol qui importe le plus. Les vins de la région de Río Aconcagua sont reconnus pour leurs vins charnus et charpentés et requièrent du temps en bouteille pour se développer. Dans la vallée du fleuve Maipo, les vins ont des arômes de fruits rouges et sont très marqués par leur terroir. Dans les régions plus chaudes telles que la Province de Colchagua et la région du Curicó, les raisins murissent plus, ils produisent un vin riche en arômes sucrés. Les niveaux d'acidités et de tanins sont en général plutôt bas, ce qui fait que ce vin peut se boire jeune.
Le Wine Economics Research Centre de l'université d'Adélaide a recensé 40728 Hectares de cabernet sauvignon au Chili en 2010, ce qui représente 14,04 % de la production mondiale et 36,52 % de la production viticole chilienne.
En Argentine, pour les cépages rouges, le cabernet sauvignon arrive au second rang après le malbec mais le nombre de plantations augmente. Les vins mono-cépages ont souvent des arômes plus légers de fruits et sont censés être consommés jeunes. Les vins rouges millésimés sont souvent des assemblages de cabernet sauvignon et de malbec, ils sont tanniques et contiennent des notes de tabac et de cuir. Ces dernières années, les plantations de cabernet sauvignon ont augmenté notamment dans la vallée de Uco dans la province de Mendoza. Les vins qui viennent des vignobles de hautes altitudes ont obtenu l'attention internationale.

### Australie

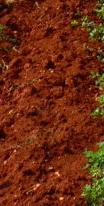
Le sol rouge ferrugineux (terra rosa) de la région de Coonawarra contribue à un style unique de cabernet sauvignon.

Dans les années 1970, la région de Coonawarra apporta la reconnaissance internationale à l'Australie grâce à ses vins aux arômes intenses de fruits et à ses notes subtiles de menthe. La région vinicole de Margaret River suivit avec des vins très charpentés et structurés et des notes prononcées de cassis et de cerise. Dans les années 1980, l'Australie se mit à produire des vins plus légers (environ 11-12 %) pour accompagner les repas (food friendly). Au début des années 1990, les styles ont à nouveau changé pour mettre l'accent sur les arômes de fruits plus mûrs. Aujourd'hui, le cabernet sauvignon est le second cépage rouge le plus planté en Australie après le shiraz avec lequel il est souvent assemblé. Le cabernet sauvignon australien est très différent selon les régions. En plus des types de vins de la région de Coonawarra et de Margaret River, la Barossa Valley produit des vins charpentés et structurés alors que la région de Clare Valley, plus fraîche, produit des vins plus denses et fruités. Les vins de la région de Yarra Valley dans l'État de Victoria sont remarqués pour leur équilibre entre acidité, tanins et arômes fruités.

### Afrique du Sud
Depuis la fin de l'Apartheid, la viticulture en Afrique du Sud s'est rétablie dans le marché international et de nombreuses régions y promeuvent leur cabernet sauvignon. Aujourd'hui, c'est le cépage le plus planté en Afrique du Sud. Il est cultivé pour produire des vins mono-cépages et des assemblages. Certains producteurs préfèrent un assemblage de type bordeaux, d'autres suivent l'exemple des Australiens et le mélangent à du syrah. Les premiers cabernet sauvignon sud africains ont été plantés dans des vignobles plus frais que l'idéal et ont produit des vins herbacés avec des arômes distinctifs de poivron vert. Dans les années 1990, les producteurs se sont concentrés sur les récoltes à pleine maturité et de nouveaux clones ont été introduits pour produire des raisins plus sucrés qui murissaient mieux. Avec le vieillissement des vignes et la connaissance des vignobles et des sols, les différences régionales ont émergé parmi les cabernet sauvignon sud-africains. La région de Stellenbosch produit des vins structurés et très charpentés alors que la région de Constantia près du Cap produits des vins herbacés et mentholés.

### Nouvelle-Zélande
En Nouvelle-Zélande, ce fut un véritable défi pour produire du cabernet sauvignon en raison du climat. La plupart des vignobles se trouvent sur l'Île du Nord. La région de Hawke's Bay fut la première à faire des efforts pour produire du cabernet sauvignon mais son climat, ses récoltes excessives ainsi que ses sols fertiles ont engendré des vins marqués par des arômes végétaux. L'effeuillage et l'utilisation de porte-greffes moins productifs ont permis d'obtenir de meilleurs résultats. Le cépage est parfois mélangé à du merlot pour compenser le manque d'ensoleillement et de terroir.
D'autres régions de Nouvelle-Zélande ont émergé et mettent l'accent sur la production de cabernet sauvignon typiques du pays. Les vignobles de Gimblett Road et d'Havelock North à Hawke's Bay ont obtenu une certaine reconnaissance grâce à leurs sols chauds composés de graves. L'Île Waiheke près d'Auckland commence également à être une région vinicole réputée. Le cabernet sauvignon arrive loin derrière le pinot noir, le cépage rouge le plus planté en Nouvelle-Zélande.

## Un cépage populaire et critiqué
Au cours du siècle dernier, le cabernet sauvignon a joui d'un élan de popularité en tant que l'un des cépages nobles du monde vinicole. Il doit son succès au vignoble de Bordeaux et sa tradition ainsi qu'à de nouvelles régions vinicoles telles que la Californie et l'Australie. La plantation de ce cépage est considérée comme un choix important dans une région assez chaude pour en produire. Les consommateurs sont familiers avec ce vin du fait de son accessibilité même dans des régions peu connues en viticulture. La popularité mondiale du vin de Bordeaux a contribué à des critiques du cépage, jugé colonisateur car il est planté dans les nouvelles régions vinicoles aux dépens des cépages locaux uniques. Certaines régions qui abondent en cépages locaux ont cependant longtemps ignoré le cabernet sauvignon, par exemple la vallée du Douro, au Portugal, a basé sa production sur le porto.

### Sources
- (en) Cet article est partiellement ou en totalité issu de l’article de Wikipédia en anglais intitulé « Cabernet Sauvignon » (voir la liste des auteurs).